# Dương Dương (đạo diễn nữ)
Dương Dương (tiếng Trung: 杨阳) là đạo diễn, nhà biên kịch và nhà sản xuất quốc gia cấp 1 người Trung Quốc. Cô từng 2 lần đạt Giải Phi Thiên và 2 lần Giải Kim Ưng cho đạo diễn xuất sắc nhất. Năm 1983 cô tốt nghiệp Khoa Truyền hình của Đại học Truyền thông Trung Quốc chuyên ngành đạo diễn. Hiện cô đang là giám đốc kiêm nhà sản xuất của Trung tâm sản xuất phim truyền hình Trung Quốc (CTPC) trực thuộc Đài truyền hình trung ương Trung Quốc.
Cô từng là thành viên ban giám khảo của giải thưởng Phi Thiên vào năm 2001 và 2002 đồng thời là giám khảo giải thưởng Bạch Ngọc Lan năm 2008.

## Sự nghiệp
Năm 1996, đạo diễn bộ phim "Cây của Ngưu Ngọc Cầm" dựa trên câu chuyện của anh hùng Ngưu Ngọc Cầm. Bộ phim đã giành được giải nhất của Giải Phi Thiên Trung Quốc lần thứ 16.
Năm 1998, đạo diễn bộ phim "Xe điện lúc nửa đêm" đã giành được giải nhất của Giải Phi Thiên Truyền hình Trung Quốc lần thứ 17.
Năm 1999, đạo diễn bộ phim gia đình "Nắm tay". Bộ phim đã giành được Giải Kim Ưng Trung Quốc lần thứ 17 cho Phim truyền hình xuất sắc nhất. Dương Dương cũng giành được Giải Kim Ưng và Giải Phi Thiên cho Đạo diễn xuất sắc nhất.

## Tác phẩm

### Đạo diễn
| Năm  | Tên phim                  | Phân loại        |
| ---- | ------------------------- | ---------------- |
| 2021 | Mộng Hoa Lục              | Phim truyền hình |
| 2021 | Chiến Công                | Phim truyền hình |
| 2020 | Đây là cuộc sống          | Phim truyền hình |
| 2020 | Bên Nhau                  | Phim truyền hình |
| 2020 | Tương Dạ 2                | Phim truyền hình |
| 2018 | Tương Dạ                  | Phim truyền hình |
| 2018 | Anh hùng phương Bắc       | Phim truyền hình |
| 2015 | Thành phố của thiên thần  | Phim truyền hình |
| 2014 | Lá chắn hòa bình          | Phim điện ảnh    |
| 2012 | Tâm thuật                 | Phim truyền hình |
| 2011 | Tân Lương Kiếm            | Phim truyền hình |
| 2010 | Thiên Địa Nhân Tâm        | Phim truyền hình |
| 2006 | Norman Bethune            | Phim truyền hình |
| 2004 | Bằng chứng về ký ức       | Phim truyền hình |
| 2001 | Tình yêu tại Thế bác viên | Phim truyền hình |
| 1999 | Nắm tay                   | Phim truyền hình |
| 1998 | Xe điện lúc nửa đêm       | Phim truyền hình |
| 1996 | Cây của Ngưu Ngọc Cầm     | Phim truyền hình |
| 1990 | Trung hoa cảnh hoa        | Phim điện ảnh    |

### Viết kịch bản
| Năm  | Tên phim                 |
| ---- | ------------------------ |
| 2015 | Déjà Vu                  |
| 2015 | Thành phố của thiên thần |
| 2020 | Tương Dạ 2               |

## Giải thưởng
| Năm  | Giải thưởng                      | Hạng mục                            | Phim                  | Kết quả   | Ghi chú                |
| ---- | -------------------------------- | ----------------------------------- | --------------------- | --------- | ---------------------- |
| 1996 | Giải thưởng Phi Thiên Trung Quốc | Giải nhất Phim truyền hình ngắn tập | Cây của Ngưu Ngọc Cầm | Đoạt giải | [ 6 ]                  |
| 1998 | Giải thưởng Phi Thiên Trung Quốc | Giải nhất Phim truyền hình ngắn tập | Xe điện lúc nửa đêm   | Đoạt giải | [ 7 ]                  |
| 1999 | Giải thưởng Phi Thiên Trung Quốc | Đạo diễn xuất sắc nhất              | Nắm tay               | Đoạt giải | [ 8 ]                  |
| 1999 | Giải thưởng Phi thiên Trung Quốc | Giải nhất Phim truyền hình dài tập  | Nắm tay               | Đoạt giải | [ 8 ]                  |
| 1999 | Giải thưởng Kim Ưng Trung Quốc   | Đạo diễn xuất sắc nhất              | Nắm tay               | Đoạt giải | [ 9 ]                  |
| 1999 | Giải thưởng Kim Ưng Trung Quốc   | Phim truyền hình xuất sắc           | Nắm tay               | Đoạt giải | [ 9 ]                  |
| 2005 | Giải thưởng Phi Thiên Trung Quốc | Đạo diễn xuất sắc nhất              | Bằng chứng về ký ức   | Đoạt giải | [ 10 ]                 |
| 2005 | Giải thưởng Phi Thiên Trung Quốc | Giải nhất Phim truyền hình dài tập  | Bằng chứng về ký ức   | Đoạt giải | [ 10 ]                 |
| 2006 | Giải thưởng Kim Ưng Trung Quốc   | Đạo diễn xuất sắc nhất              | Bằng chứng về ký ức   | Đoạt giải | [ 11 ]                 |
| 2006 | Giải thưởng Kim Ưng Trung Quốc   | Phim truyền hình xuất sắc           | Bằng chứng về ký ức   | Đoạt giải | [ 11 ]                 |
| 2007 | Giải thưởng Phi Thiên Trung Quốc | Giải nhất Phim truyền hình dài tập  | Norman Bethune        | Đoạt giải | [ 12 ]                 |
| 2011 | Giải thưởng Phi Thiên Trung Quốc | Giải ba Phim truyền hình dài tập    | Thiên Địa Nhân Tâm    | Đoạt giải | [ 13 ]                 |
| 2013 | Giải thưởng Phi Thiên Trung Quốc | Giải ba Phim truyền hình dài tập    | Tâm thuật             | Đoạt giải | [ 14 ]                 |
| 2022 | Giải thưởng Phi Thiên Trung Quốc | Phim truyền hình xuất sắc           | Cùng nhau             | Đoạt giải | Đồng đội ngũ đạo diễn. |
| 2022 | Giải thưởng Phi Thiên Trung Quốc | Phim truyền hình xuất sắc           | Công huân             | Đoạt giải | Đồng đội ngũ đạo diễn. |
| 2022 | Giải thưởng Phi Thiên Trung Quốc | Đạo diễn xuất sắc                   | Công huân             | Đề cử     | Đồng đội ngũ đạo diễn. |